# کریستین کارپنتر
کریستین کارپنتر (انگلیسی: Christine Carpenter; ۷ دسامبر ۱۹۴۶ – ) مورخ اهل انگلستان بود.